# Олімпійські чемпіони (Крайстчерч)
Крайстчерч — третє найбільше місто в країні й один із спортивних центрів Нової Зеландії. Стаття наводить список олімпійських чемпіонів із цього міста.

## Деякі олімпійці-нечемпіони
Серед уродженців Крайстчерча першим наблизився до здобуття медалі Альберт Ровленд — на Олімпійських іграх 1908 року він фінішував 5-им у ходьбі на 3500 метрів. На той час новозеландські змагуни представляли команду Австралазії.
Уродженка міста Аннеліз Коберґер, німкеня за походження, стала першою представницею Південної півкулі, яка здобула медалі в Зимових Олімпійських іграх (срібло в слаломі 1992).
Неролі Ферголл — перша особа з параплегією (паралічем обох ніг), яка взяла участь в Олімпійських іграх. Вона виступала в інвалідному візку й посіла 35-те місце в стрільбі з лука на турнірі 1984 року.

## Список чемпіонів
| Рік  | Змагун                                                                                            | Вид змагань                                    | Коментар |
| ---- | ------------------------------------------------------------------------------------------------- | ---------------------------------------------- | --- |
| 1956 | Пітер Мандер і Джек Кропп                                                                         | вітрильний спорт, клас «Фін», двійки, чоловіки | представники яхт-клубу в Крайстчерчі                                                                               |
| 1972 | Атол Ерл, Джон Гантер, Ґері Робертсон                                                             | академічне веслування, вісімка, чоловіки       | Ерл і Гантер — уродженці міста, Робертсон працював у Крайстчерчі                                                   |
| 1976 | Алан Чесні, Баррі Мейстер, Селвін Мейстер, Пол Акерлі, Артур Боррен, Джон Крістенсен, Тоні Інесон | хокей на траві, чоловіки                       | представляли команду Університету Кентербері, крім Чесні — він виступав за клуб із Гервуда, передмістя Крайстчерча |
| 1984 | Кріс Тіммс                                                                                        | вітрильний спорт, Multihull Mixed              | уродженець міста                                                                                                   |
| 2012 | Натан Коен                                                                                        | академічне веслування, двійка, чоловіки        | уродженець міста                                                                                                   |